# Homophron
Homophron (Britzelm.) Örstadius & E. Larss. – rodzaj grzybów z rodziny kruchaweczkowatych (Psathyrellaceae).

## Systematyka i nazewnictwo
Pozycja w klasyfikacji według Index Fungorum: Psathyrellaceae, Agaricales, Agaricomycetidae, Agaricomycetes, Agaricomycotina, Basidiomycota, Fungi.
W 1883 r. Max Britzelmayr utworzył podrodzaj Agaricus subgen. Homophron. Jest to bazonim. W 2015 r. Leif Örstadius i Ellen Larsson podnieśli go do rangi rodzaju. Brak polskiej nazwy.
Gatunki występujące w Polsce:
- Homophron cernuum (Vahl) Örstadius & E. Larss. 2015 – tzw. kołpaczek zwisły
- Homophron spadiceum (P. Kumm.) Örstadius & E. Larss. 2015 – tzw. kruchaweczka gładka[2], kruchaweczka czerwonoblaszkowa[3].

Nazwy naukowe na podstawie Index Fungorum.
Nazwy naukowe według Index Fungorum, nazwy polskie według W. Wojewody.